# Rangsdorf
Rangsdorf è un comune di 11 846 abitanti del Brandeburgo, in Germania.

Appartiene al Teltow-Fläming.

## Storia
Nel 2003 al comune di Rangsdorf venne aggregato il comune di Machnow.

## Società

### Evoluzione demografica
- Sviluppo della popolazione dal 1875 entro gli attuali confini (Linea Blu: Popolazione; Linea puntata: Confronto dello sviluppo della popolazione dello stato del Brandenburgo; Sfondo grigio: Ai tempi del governo nazista; Sfondo rosso: Al tempo del governo comunista)
- Sviluppo recente della popolazione (Linea blu) e previsioni

| Anno | Abitanti |
| ---- | -------- |
| 1875 | 1 079    |
| 1890 | 1 084    |
| 1910 | 1 303    |
| 1925 | 1 400    |
| 1933 | 2 267    |
| 1939 | 4 986    |
| 1946 | 5 907    |
| 1950 | 6 166    |
| 1964 | 6 294    |
| 1971 | 6 846    |
| 1981 | 6 483    |

| Anno | Abitanti |
| ---- | -------- |
| 1985 | 6 220    |
| 1989 | 6 001    |
| 1990 | 5 905    |
| 1991 | 5 808    |
| 1992 | 5 863    |
| 1993 | 5 961    |
| 1994 | 6 050    |
| 1995 | 6 297    |
| 1996 | 6 532    |
| 1997 | 7 052    |

| Anno | Abitanti |
| ---- | -------- |
| 1998 | 7 480    |
| 1999 | 7 912    |
| 2000 | 8 303    |
| 2001 | 8 581    |
| 2002 | 8 818    |
| 2003 | 8 977    |
| 2004 | 9 236    |
| 2005 | 9 545    |
| 2006 | 9 745    |
| 2007 | 10 002   |

| Anno | Abitanti |
| ---- | -------- |
| 2008 | 10 190   |
| 2009 | 10 372   |
| 2010 | 10 515   |
| 2011 | 10 444   |
| 2012 | 10 498   |
| 2013 | 10 609   |
| 2014 | 10 824   |
| 2015 | 10 848   |
| 2016 | 11 163   |
| 2017 | 11 279   |

| Anno | Abitanti |
| ---- | -------- |
| 2018 | 11 309   |
| 2019 | 11 369   |
| 2020 | 11 423   |

Fonti dei dati sono nel dettaglio nelle Wikimedia Commons..

## Geografia antropica

### Suddivisioni amministrative
Il territorio comunale si divide in 3 zone, corrispondenti al centro abitato di Rangsdorf e a 2 frazioni (Ortsteil):
- Rangsdorf (centro abitato)
- Groß Machnow
- Klein Kienitz